# École vétérinaire de Maisons-Alfort (Métro Paris)
École vétérinaire de Maisons-Alfort ist eine unterirdische Station der Pariser Métro. Sie befindet sich unterhalb der Avenue du Général Leclerc im Pariser Vorort Maisons-Alfort und wird von der Métrolinie 8 bedient. In der Nähe befindet sich die gleichnamige veterinärmedizinische Schule.
Die Station wurde am 19. September 1970 in Betrieb genommen, als der Abschnitt der Linie 8 von der Station Charenton – Écoles bis zur Station Maisons-Alfort – Stade eröffnet wurde.